# Tin Sritrai
Tin Sritrai (Khon Kaen, 22 augustus 1989) is een Thais autocoureur.

## Carrière
Sritrai begon zijn autosportcarrière in 2003 in het karting. Hij won hierin drie titels voordat hij zijn kartcarrière in 2008 beëindigde. In 2010 maakte hij de overstap naar het formuleracing, waarbij hij zijn debuut maakte in de Aziatische Formule Renault Challenge en eindigde achter Sandy Stuvik als tweede in het kampioenschap met één overwinning op het Zhuhai International Circuit.
In 2011 maakte Sritrai de overstap naar de Formula Pilota China, waar hij uitkwam voor het Asia Racing Team. Met twee podiumplaatsen op het Ordos International Circuit werd hij vijfde in het kampioenschap met 67 punten. In 2012 maakte hij de overstap naar de touring cars, waarin hij deelnam aan de Asian Touring Car Series. In 2012, 2013 en 2014 werd hij kampioen in deze klasse. Hiernaast kwam hij in 2013 en 2014 ook uit in de Thailand Super Series, waarin hij beide jaren het kampioenschap won.
In 2015 maakt Sritrai zijn debuut in het World Touring Car Championship tijdens zijn thuisrace op het Chang International Circuit voor het team Campos Racing in een RML Chevrolet Cruze TC1. Hij is hiermee de eerste Thaise coureur die aan dit kampioenschap deelneemt. Ter voorbereiding reed hij ook in de TCR International Series en de TCR Asia Series op dit circuit voor het Asia Racing Team in een SEAT León Cup Racer. In de Asia Series werd hij tweede en eerste in de races, terwijl hij in de International Series als twaalfde en achtste eindigde.